# Trigger factor
Il trigger factor (TF) è un chaperone molecolare batterico che interagisce con le proteine all'uscita del canale del ribosoma, in modo da facilitarne il ripiegamento.

## Biochimica

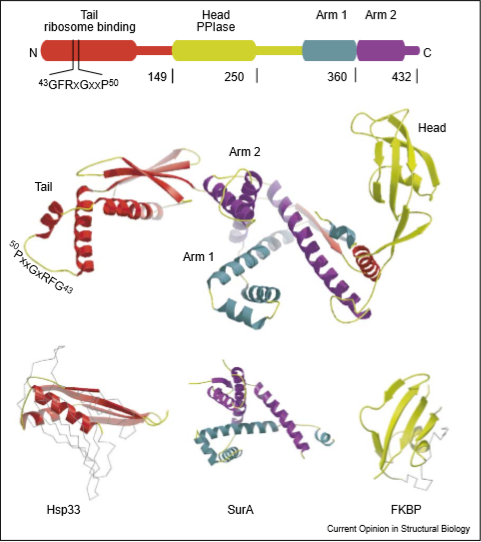
Struttura lineare e tridimensionale del trigger factor.

Il trigger factor di E. coli è una proteina di 48 kDa che si associa al ribosoma attraverso un dominio N-terminale secondo un rapporto di 1:1. Durante la sintesi di una proteina, il trigger factor fornisce un ambiente che previene interazioni intermolecolare scorrette all'interno della catena polipeptidica in uscita dal canale del ribosoma. Questa associazione rallenta il ripiegamento della proteina. Durante il ripiegamento i domini idrofobici vengono confinati all'interno della catena, e questo diminuisce l'affinità tra il ribosoma e il trigger factor, che si stacca. Nel caso di sintesi proteine multi-dominio il TF viene nuovamente reclutato all'uscita di nuova catena polipeptidica non ripiegata dal canale del ribosoma.